# Sharuhen
Sharuhen (o Saruchèn) era un'antica città situata nel deserto del Negev, nella quale si rifugiarono gli Hyksos, dopo che furono cacciati dall'Egitto nella seconda metà del XVI secolo a.C. Le armate del faraone Ahmose I conquistarono la città e la rasero al suolo dopo un assedio durato tre anni.

## Storia
La distruzione di Sharuhen rappresentò il primo passo della nuova politica di guerre preventive adottata dalla XVII dinastia egizia per rifarsi dell'umiliazione subita sotto il dominio degli Hyksos (XV e XVI dinastia - ca. 1650 a.C. - ca. 1540 a.C.). I principi di Tebe, guidati da Seqenenra Ta'o (Tao II), intrapresero un'ambiziosa guerra contro il re straniero, Apepi, al fine di riconquistare i territori perduti. Sebbene la campagna di Tao II per espellere gli Hyksos dall'Egitto fallì ed egli stesso fu ucciso in battaglia, suo figlio, Kamose, lanciò un attacco su Avaris, la capitale dei sovrani Hyksos. Fu tuttavia il figlio minore, Ahmose I, che infine riuscì a riconquistare Avaris e ad espellere gli Hyksos dall'Egitto una volta per tutte.
Il dominio straniero degli Hyksos, fu vissuto come un profondo insulto all'onore e all'integrità dell'Egitto. Pertanto, l'unico modo per lavar via l'onta e per impedire che tale affronto potesse ripetersi in futuro era estendere il controllo dell'Egitto sugli asiatici a nord e ad est. Ahmose assediò per tre anni la città di Sharuhen, cominciando così un'aggressiva politica di guerre preventive. I suoi successori portarono avanti tale politica e in particolare Thutmose I, il quale estese il dominio egiziano a nord, fino al regno di Mitanni, e ad est, fino alla Mesopotamia.
Sharuhen è menzionata nella Bibbia al versetto Giosuè 19:6 nella descrizione della divisione delle terre alla tribù di Simeone.

## Siti archeologici
Sono stati identificati alcuni siti archeologici che potrebbero costituire le rovine dell'antica Sharuhen.
Molti studiosi credono che l'antica Sharuhen sia Tell el-Farah (sud) (31°16′55″N 34°28′57″E). Questo sito fu scoperto nei tardi anni venti del XX secolo da Flinders Petrie, il quale tuttavia lo identificò come Bet-Pelet (Giosuè 15:27) e pubblicò il resoconto dei suoi scavi sotto il nome di Beth-Pelet I - II. A suggerire che Tell el-Farah (sud) fosse Sharuhen fu William F. Albright.
Successivamente, negli anni trenta, Flinders Petrie scoprì il sito di Tell el-Ajjul (31.467665°N 34.404297°E) e lo identificò con l'antica Gaza. Tale teoria fu tuttavia parzialmente confutata e l'archeologo Aharon Kempinski, negli anni '70, propose di identificare Tell el-Ajjul con l'antica Sharuhen. Gli scavi a Tell el-Ajjul furono ripresi nel 1999 da una squadra di archeologi Svedesi e Palestinesi sotto la guida di Peter M. Fisher e Moain Sadeq.
Infine, Anson Rainey propose che Sharuhen potesse essere identificata con il sito di Tel Heror (31.382117°N 34.606522°E)